# Hertha Berliner Sport-Club 1982-1983
Questa voce raccoglie le informazioni riguardanti l'Hertha Berliner Sport-Club nelle competizioni ufficiali della stagione 1982-1983.

## Stagione
Nella stagione 1982-1983 l'Hertha Berlino, allenato da Georg Gawliczek, concluse il campionato di Bundesliga al 18º posto. In Coppa di Germania l'Hertha Berlino fu eliminato ai quarti di finale dallo Stoccarda.

## Rosa
| N. |                      | Ruolo | Calciatore        |
| -- | -------------------- | ----- | ----------------- |
|    | Germania (bandiera)  | P     | Gregor Quasten    |
|    | Germania (bandiera)  | P     | Manfred Werner    |
|    | Germania (bandiera)  | D     | Horst Ehrmantraut |
|    | Germania (bandiera)  | D     | Walter Gruler     |
|    | Germania (bandiera)  | D     | Robert Jüttner    |
|    | Danimarca (bandiera) | D     | Ole Rasmussen     |
|    | Germania (bandiera)  | D     | Edi Stöhr         |
|    | Germania (bandiera)  | D     | Dieter Timme      |
|    | Germania (bandiera)  | D     | Jochem Ziegert    |
|    | Germania (bandiera)  | C     | Bernd Beck        |
|    | Germania (bandiera)  | C     | Rolf Blau         |

| N. |                     | Ruolo | Calciatore          |
| -- | ------------------- | ----- | ------------------- |
|    | Germania (bandiera) | C     | Rainer Bonhof       |
|    | Germania (bandiera) | C     | Uwe Kollmannsperger |
|    | Germania (bandiera) | C     | Jürgen Mohr         |
|    | Germania (bandiera) | C     | Hubert Schmitz      |
|    | Germania (bandiera) | C     | Werner Schneider    |
|    | Germania (bandiera) | A     | Karl-Heinz Emig     |
|    | Germania (bandiera) | A     | Heikko Glöde        |
|    | Germania (bandiera) | A     | Werner Killmaier    |
|    | Germania (bandiera) | A     | Peter Mack          |
|    | Germania (bandiera) | A     | Thomas Remark       |

## Organigramma societario
Area tecnica
- Allenatore: Georg Gawliczek
- Allenatore in seconda: Hans Eder
- Preparatore dei portieri:
- Preparatori atletici:

## Calciomercato

### Sessione estiva
| Acquisti | Acquisti        | Acquisti         | Acquisti |
| R.       | Nome            | da               | Modalità |
| -------- | --------------- | ---------------- | -------- |
| C        | Rolf Blau       | Bochum           |          |
| A        | Karl-Heinz Emig | Waldhof Mannheim |          |

| Cessioni | Cessioni        | Cessioni             | Cessioni |
| R.       | Nome            | a                    | Modalità |
| -------- | --------------- | -------------------- | -------- |
| A        | Pierre Dickert  | Alemannia Aquisgrana |          |
| A        | Michael Fiedler | Saarbrücken          |          |
| A        | Lothar Wesseler | Saarbrücken          |          |

### Sessione invernale
| Acquisti | Acquisti      | Acquisti | Acquisti |
| R.       | Nome          | da       | Modalità |
| -------- | ------------- | -------- | -------- |
| C        | Rainer Bonhof | Colonia  |          |

| Cessioni | Cessioni | Cessioni | Cessioni |
| R.       | Nome     | a        | Modalità |
| -------- | -------- | -------- | -------- |

## Risultati

### Bundesliga

#### Girone di andata
| Arbitro: | Stäglich |

|                       |           |                          |
| Allofs 31’ Funkel 85’ | Marcatori | 66’ Remark 83’ Killmaier |

| Arbitro: | Brehm |

|                   |           |                                        |
| Remark 63’ (rig.) | Marcatori | 31’ Răducanu 45’ Bönighausen 76’ Keser |

| Arbitro: | Ermer |

|                             |           |  |
| Clute-Simon 36’ Tüfekçi 52’ | Marcatori |  |

| Arbitro: | Wippker |

|                                                 |           |          |
| Killmaier 13’, 71’ Blau 44’ Mohr 62’ Remark 73’ | Marcatori | 34’ Heck |

| Arbitro: | Eschweiler |

|                           |           |          |
| Völler 12’, 34’ Meier 40’ | Marcatori | 86’ Mohr |

| Arbitro: | Brückner |

|                   |           |           |
| Remark 58’ (rig.) | Marcatori | 18’ Weikl |

| Arbitro: | Ahlenfelder |

|             |           |          |
| Trenkel 43’ | Marcatori | 23’ Mohr |

| Arbitro: | Clajus |

|                                         |           |                                |
| Timme 30’ Ehrmantraut 60’ Killmaier 89’ | Marcatori | 8’ Hermann 26’ Økland 63’ Waas |

| Arbitro: | Neuner |

|                     |           |            |
| Lienen 54’ Hupe 71’ | Marcatori | 50’ Remark |

| Arbitro: | Retzmann |

|          |           |  |
| Mohr 58’ | Marcatori |  |

| Arbitro: | Messmer |

|                                               |           |  |
| Oswald 43’ Schreier 54’, 81’ Woelk 89’ (rig.) | Marcatori |  |

| Arbitro: | Risse |

|          |           |                                             |
| Blau 77’ | Marcatori | 13’ Rummenigge 22’ Breitner 69’ Augenthaler |

| Arbitro: | Pauly |

|              |           |            |
| Hrubesch 86’ | Marcatori | 57’ Remark |

| Arbitro: | Walz |

|  |           |                      |
|  | Marcatori | 11’ Veh 68’ Matthäus |

| Arbitro: | Dellwing |

|            |           |  |
| Gruler 71’ | Marcatori |  |

| Arbitro: | Assenmacher |

|                |           |  |
| Merkhoffer 10’ | Marcatori |  |

| Berlino 11 dicembre 1982, ore 15:30 CET 17ª giornata | Hertha Berlino | 0 – 0 referto | Colonia | Stadio Olimpico (18 332 spett.)\| Arbitro: \| Klauser \| |
| Arbitro:                                             | Klauser        |               |         |                                                          |

#### Girone di ritorno
| Berlino 22 gennaio 1983, ore 15:30 CET 18ª giornata | Hertha Berlino | 0 – 0 referto | Kaiserslautern | Stadio Olimpico (16 030 spett.)\| Arbitro: \| Horeis \| |
| Arbitro:                                            | Horeis         |               |                |                                                         |

| Arbitro: | Barnick |

|                         |           |            |
| Burgsmüller 2’ Zorc 87’ | Marcatori | 22’ Remark |

| Arbitro: | Redelfs |

|                    |           |                         |
| Stöhr 47’ Beck 90’ | Marcatori | 9’ Wuttke 49’, 69’ Abel |

| Arbitro: | Eschweiler |

|                                                          |           |                            |
| Weyerich 27’ (rig.) Heidenreich 61’ Trunk 65’ Dreßel 80’ | Marcatori | 34’ Blau 76’ (rig.) Bonhof |

| Arbitro: | Uhlig |

|  |           |          |
|  | Marcatori | 1’ Meier |

| Arbitro: | Schmidhuber |

|          |           |               |
| Fach 66’ | Marcatori | 47’ Killmaier |

| Arbitro: | Pauly |

|                                                  |           |                                  |
| Rasmussen 22’ Remark 48’, 52’ Blau 50’ Timme 81’ | Marcatori | 9’ (rig.), 90’ (rig.) Kleppinger |

| Arbitro: | Walz |

|                        |           |          |
| Økland 13’ Bittorf 24’ | Marcatori | 11’ Blau |

| Arbitro: | Ermer |

|                           |           |  |
| Schneider 22’ (rig.), 85’ | Marcatori |  |

| Arbitro: | Röthlisberger |

|                         |           |         |
| Cha 10’, 83’ Nickel 33’ | Marcatori | 5’ Blau |

| Arbitro: | Tritschler |

|          |           |           |
| Mohr 79’ | Marcatori | 41’ Knüwe |

| Arbitro: | Huster |

|                                        |           |  |
| Hoeneß 12’, 83’ Kraus 64’ Horsmann 70’ | Marcatori |  |

| Arbitro: | Ahlenfelder |

|                      |           |                       |
| Schneider 25’ (rig.) | Marcatori | 39’ Rolff 68’ Hartwig |

| Arbitro: | Redelfs |

|                                   |           |           |
| Ringels 4’ Schäfer 20’ Hannes 58’ | Marcatori | 21’ Glöde |

| Arbitro: | Wippker |

|                                          |           |           |
| Kelsch 25’ Allgöwer 29’, 81’ Förster 78’ | Marcatori | 49’ Glöde |

| Arbitro: | Osmers |

|                                   |           |                           |
| Schneider 3’ (rig.) Timme 7’, 61’ | Marcatori | 21’, 37’ Zavišić 38’ Worm |

| Arbitro: | Schmidhuber |

|                                       |           |                         |
| Willmer 23’ Zimmermann 53’ Allofs 77’ | Marcatori | 80’ Timme 84’ Killmaier |

### Coppa di Germania
| Arbitro: | Meijerink |

|                         |           |                                              |
| Zimmer 6’ Käpernick 44’ | Marcatori | 5’, 114’ Schmitz 30’ (rig.) Remark 116’ Blau |

| Arbitro: | Hellwig |

|  |           |            |
|  | Marcatori | 71’ Remark |

| Arbitro: | Schmidhuber |

|                        |           |            |
| Blau 45’ Rasmussen 57’ | Marcatori | 4’ Hartwig |

| Arbitro: | Niebergall |

|                           |           |  |
| Allgöwer 51’ Reichert 67’ | Marcatori |  |

## Statistiche

### Statistiche di squadra
| Competizione      | Punti | In casa | In casa | In casa | In casa | In casa | In casa | In trasferta | In trasferta | In trasferta | In trasferta | In trasferta | In trasferta | Totale | Totale | Totale | Totale | Totale | Totale | DR  |
| Competizione      | Punti | G       | V       | N       | P       | Gf      | Gs      | G            | V            | N            | P            | Gf           | Gs           | G      | V      | N      | P      | Gf     | Gs     | DR  |
| ----------------- | ----- | ------- | ------- | ------- | ------- | ------- | ------- | ------------ | ------------ | ------------ | ------------ | ------------ | ------------ | ------ | ------ | ------ | ------ | ------ | ------ | --- |
| Bundesliga        | 20    | 17      | 5       | 6       | 6       | 27      | 25      | 17           | 0            | 4            | 13           | 16           | 42           | 34     | 5      | 10     | 19     | 43     | 67     | -24 |
| Coppa di Germania | -     | 1       | 1       | 0       | 0       | 2       | 1       | 3            | 2            | 0            | 1            | 5            | 4            | 4      | 3      | 0      | 1      | 7      | 5      | +2  |
| Totale            | 20    | 18      | 6       | 6       | 6       | 29      | 26      | 20           | 2            | 4            | 14           | 21           | 46           | 38     | 8      | 10     | 20     | 50     | 72     | -22 |

### Andamento in campionato
| Giornata  | 1 | 2  | 3  | 4  | 5  | 6  | 7  | 8  | 9  | 10 | 11 | 12 | 13 | 14 | 15 | 16 | 17 | 18 | 19 | 20 | 21 | 22 | 23 | 24 | 25 | 26 | 27 | 28 | 29 | 30 | 31 | 32 | 33 | 34 |
| --------- | - | -- | -- | -- | -- | -- | -- | -- | -- | -- | -- | -- | -- | -- | -- | -- | -- | -- | -- | -- | -- | -- | -- | -- | -- | -- | -- | -- | -- | -- | -- | -- | -- | -- |
| Luogo     | T | C  | T  | C  | T  | C  | T  | C  | T  | C  | T  | C  | T  | C  | C  | T  | C  | C  | T  | C  | T  | C  | T  | C  | T  | C  | T  | C  | T  | C  | T  | T  | C  | T  |
| Risultato | N | P  | P  | V  | P  | N  | N  | N  | P  | V  | P  | P  | N  | P  | V  | P  | N  | N  | P  | P  | P  | P  | N  | V  | P  | V  | P  | N  | P  | P  | P  | P  | N  | P  |
| Posizione | 6 | 13 | 17 | 11 | 12 | 13 | 12 | 13 | 14 | 12 | 14 | 15 | 14 | 16 | 14 | 16 | 15 | 15 | 15 | 15 | 16 | 16 | 16 | 15 | 16 | 15 | 16 | 16 | 16 | 16 | 17 | 18 | 17 | 18 |

Legenda:

Luogo: C = Casa; T = Trasferta. Risultato: V = Vittoria; N = Pareggio; P = Sconfitta.

### Statistiche dei giocatori
| Giocatore          | Bundesliga | Bundesliga | Bundesliga  | Bundesliga | Coppa di Germania | Coppa di Germania | Coppa di Germania | Coppa di Germania | Totale   | Totale | Totale      | Totale     |
| Giocatore          | Presenze   | Reti       | Ammonizioni | Espulsioni | Presenze          | Reti              | Ammonizioni       | Espulsioni        | Presenze | Reti   | Ammonizioni | Espulsioni |
| ------------------ | ---------- | ---------- | ----------- | ---------- | ----------------- | ----------------- | ----------------- | ----------------- | -------- | ------ | ----------- | ---------- |
| B. Beck            | 23         | 1          | 1           | 0          | 3                 | 0                 | 0                 | 0                 | 26       | 1      | 1           | 0          |
| R. Blau            | 33         | 6          | 5           | 0          | 4                 | 2                 | 0                 | 0                 | 37       | 8      | 5           | 0          |
| R. Bonhof          | 6          | 1          | 1           | 0          | 1                 | 0                 | 0                 | 0                 | 7        | 1      | 1           | 0          |
| H. Ehrmantraut     | 30         | 1          | 3           | 0          | 3                 | 0                 | 1                 | 0                 | 33       | 1      | 4           | 0          |
| K. Emig            | 9          | 0          | 1           | 0          | 0                 | 0                 | 0                 | 0                 | 9        | 0      | 1           | 0          |
| H. Glöde           | 11         | 2          | 0           | 0          | 2                 | 0                 | 0                 | 0                 | 13       | 2      | 0           | 0          |
| W. Gruler          | 31         | 1          | 5           | 0          | 4                 | 0                 | 1                 | 0                 | 35       | 1      | 6           | 0          |
| R. Jüttner         | 4          | 0          | 0           | 0          | 0                 | 0                 | 0                 | 0                 | 4        | 0      | 0           | 0          |
| W. Killmaier       | 31         | 6          | 2           | 0          | 4                 | 0                 | 1                 | 0                 | 35       | 6      | 3           | 0          |
| U. Kollmannsperger | 0          | 0          | 0           | 0          | 0                 | 0                 | 0                 | 0                 | 0        | 0      | 0           | 0          |
| P. Mack            | 7          | 0          | 0           | 0          | 0                 | 0                 | 0                 | 0                 | 7        | 0      | 0           | 0          |
| J. Mohr            | 33         | 5          | 2           | 0          | 3                 | 0                 | 0                 | 0                 | 36       | 5      | 2           | 0          |
| G. Quasten         | 34         | 0          | 1           | 0          | 4                 | 0                 | 0                 | 0                 | 38       | 0      | 1           | 0          |
| O. Rasmussen       | 33         | 1          | 2           | 0          | 3                 | 1                 | 0                 | 0                 | 36       | 2      | 2           | 0          |
| T. Remark          | 34         | 9          | 0           | 0          | 4                 | 2                 | 0                 | 0                 | 38       | 11     | 0           | 0          |
| H. Schmitz         | 24         | 0          | 2           | 0          | 3                 | 2                 | 1                 | 0                 | 27       | 2      | 3           | 0          |
| W. Schneider       | 34         | 4          | 2           | 0          | 4                 | 0                 | 2                 | 0                 | 38       | 4      | 4           | 0          |
| E. Stöhr           | 16         | 1          | 0           | 0          | 3                 | 0                 | 0                 | 0                 | 19       | 1      | 0           | 0          |
| D. Timme           | 28         | 5          | 2           | 0          | 4                 | 0                 | 1                 | 0                 | 32       | 5      | 3           | 0          |
| M. Werner          | 0          | 0          | 0           | 0          | 0                 | 0                 | 0                 | 0                 | 0        | 0      | 0           | 0          |
| J. Ziegert         | 0          | 0          | 0           | 0          | 0                 | 0                 | 0                 | 0                 | 0        | 0      | 0           | 0          |